# Croatia Open Umag
A  Croatia Open Umag  minden év júliusában  megrendezett tenisztorna férfiak számára a Horvátországban található Umag városában. A verseny az ATP 250 Series tornák közé tartozik. A mérkőzéseket szabadtéren, salakon tartják. Összdíjazása 494 310 euró. Az első versenyt 1990-ben rendezték meg Yugoslav Open néven, jelenleg az egyéni torna főtábláján 28 teniszező vehet részt.

## Döntők

### Egyéni
| Év   | Győztes               | Ellenfél a döntőben | Eredmény a döntőben |
| ---- | --------------------- | ------------------- | ------------------- |
| 2015 | Dominic Thiem         | João Sousa          | 6–4, 6–1            |
| 2014 | Pablo Cuevas          | Tommy Robredo       | 6–3, 6–4            |
| 2013 | Tommy Robredo         | Fabio Fognini       | 6–0, 6–3            |
| 2012 | Marin Čilić           | Marcel Granollers   | 6–4, 6–2            |
| 2011 | Olekszandr Dolhopolov | Marin Čilić         | 6–4, 3–6, 6–3       |
| 2010 | Juan Carlos Ferrero   | Potito Starace      | 6–4, 6–4            |
| 2009 | Nyikolaj Davigyenko   | Juan Carlos Ferrero | 6–3, 6–0            |
| 2008 | Fernando Verdasco     | Igor Andrejev       | 3–6, 6–4, 7–6(4)    |
| 2007 | Carlos Moyà           | Andrei Pavel        | 6–4, 6–2            |
| 2006 | Stanislas Wawrinka    | Novak Đoković       | 6–6 visszalépett    |
| 2005 | Guillermo Coria       | Carlos Moyà         | 6–2, 4–6, 6–2       |
| 2004 | Guillermo Cañas       | Filippo Volandri    | 7–5, 6–3            |
| 2003 | Carlos Moyà           | Filippo Volandri    | 6–4, 3–6, 7–5       |
| 2002 | Carlos Moyà           | David Ferrer        | 6–3, 6–2            |
| 2001 | Carlos Moyà           | Jérôme Golmard      | 6–4, 3–6, 7–6       |
| 2000 | Marcelo Ríos          | Mariano Puerta      | 7–6, 4–6, 6–4       |
| 1999 | Magnus Norman         | Jeff Tarango        | 6–2, 6–4            |
| 1998 | Bohdan Ulihrach       | Magnus Norman       | 6–3, 7–6            |
| 1997 | Félix Mantilla        | Sergi Bruguera      | 6–3, 7–6            |
| 1996 | Carlos Moyà           | Félix Mantilla      | 6–0, 7–6            |
| 1995 | Thomas Muster         | Carlos Costa        | 3–6, 7–6, 6–4       |
| 1994 | Alberto Berasategui   | Karol Kučera        | 6–2, 6–4            |
| 1993 | Thomas Muster         | Alberto Berasategui | 7–5, 3–6, 6–3       |
| 1992 | Thomas Muster         | Franco Davín        | 6–1, 4–6, 6–4       |
| 1991 | Dimitri Poliakov      | Javier Sánchez      | 6–4, 6–4            |
| 1990 | Goran Prpić           | Goran Ivanišević    | 6–3, 4–6, 6–4       |

### Páros
| Év   | Győztes                          | Ellenfél a döntőben                   | Eredmény a döntőben |
| ---- | -------------------------------- | ------------------------------------- | ------------------- |
| 2015 | Maximo González André Sá         | Mariusz Fyrstenberg Santiago González | 4–6, 6–3 [10–5]     |
| 2014 | František Čermák Lukáš Rosol     | Dušan Lajović Franko Skugor           | 6–4, 7–6(5)         |
| 2013 | Martin Kližan David Marrero      | Nicholas Monroe Simon Stadler         | 6–1, 5–7, [10–7]    |
| 2012 | David Marrero Fernando Verdasco  | Marcel Granollers Marc López          | 6–3, 7–6(4)         |
| 2011 | Simone Bolelli Fabio Fognini     | Marin Čilić Lovro Zovko               | 6–3, 5–7, [10–7]    |
| 2010 | Leoš Friedl Filip Polášek        | František Čermák Michal Mertiňák      | 6–3, 7–6(7)         |
| 2009 | František Čermák Michal Mertiňák | Johan Brunström Jean-Julien Rojer     | 6–4, 6–4            |
| 2008 | Michal Mertiňák Petr Pála        | Carlos Berlocq Fabio Fognini          | 2–6, 6–3, [10–5]    |
| 2007 | Lukáš Dlouhý Michal Mertiňák     | Jaroslav Levinský David Škoch         | 6–1, 6–1            |
| 2006 | Jaroslav Levinský David Škoch    | Guillermo García López Albert Portas  | 6–4, 6–4            |
| 2005 | Jiří Novák Petr Pála             | Michal Mertiňák David Škoch           | 6–3, 6–3            |
| 2004 | José Acasuso Flávio Saretta      | Jaroslav Levinský David Škoch         | 4–6, 6–2, 6–4       |
| 2003 | Álex López Morón Rafael Nadal    | Todd Perry Thomas Shimada             | 6–1, 6–3            |
| 2002 | František Čermák Julian Knowle   | Albert Portas Fernando Vicente        | 6–4, 6–4            |
| 2001 | Sergio Roitman Andres Schneiter  | Ivan Ljubičić Lovro Zovko             | 6–2, 7–5            |
| 2000 | Álex López Morón Albert Portas   | Ivan Ljubičić Lovro Zovko             | 6–1, 7–6            |
| 1999 | Mariano Puerta Javier Sánchez    | Massimo Bertolini Cristian Brandi     | 3–6, 6–2, 6–3       |
| 1998 | Neil Broad Piet Norval           | Jiří Novák David Rikl                 | 6–1, 3–6, 6–3       |
| 1997 | Dinu Pescariu Davide Sanguinetti | Dominik Hrbatý Karol Kučera           | 7–6, 6–4            |
| 1996 | Pablo Albano Luis Lobo           | Ģirts Dzelde Udo Plamberger           | 6–4, 6–1            |
| 1995 | Luis Lobo Javier Sánchez         | David Ekerot Markovits László         | 6–4, 6–0            |
| 1994 | Diego Pérez Francisco Roig       | Karol Kučera Paul Wekesa              | 6–2, 6–4            |
| 1993 | Filip Dewulf Tom Vanhoudt        | Jordi Arrese Francisco Roig           | 6–4, 7–5            |
| 1992 | David Prinosil Richard Vogel     | Sander Groen Lars Koslowski           | 6–3, 6–7, 7–6       |
| 1991 | Gilad Bloom Javier Sánchez       | Richey Reneberg David Wheaton         | 7–6, 2–6, 6–1       |
| 1990 | Vojtěch Flégl Daniel Vacek       | Andrei Cherkasov Andrei Olhovskiy     | 6–4, 6–4            |